# ۲۲ ربیع‌الثانی
۲۲ ربیع‌الثانی، بیست و دومین روز از ماه ربیع‌الثانی در تقویم هجری قمری است.
در تقویم هجری قمری قراردادی این روز صد و یازدهمین روز سال است.